# 松村宏美
松村 宏美（まつむら ひろみ、8月30日 - ）は、日本の女性声優。群馬県出身。
以前はオフィス野沢、メディアフォース、ディーカラーに所属していた。

## 出演

### テレビアニメ
- 極上!!めちゃモテ委員長（2009年、横山あおい、西崎真白、女生徒、客 他）
- こばと。（2009年）
- 極上!!めちゃモテ委員長 セカンドコレクション（2010年 - 2011年、女子、女生徒A、横山あおい、女生徒、夏目力（子供時代〉）

### ドラマCD
- 愛俺!〜男子校の姫と女子校の王子〜俺がメイドで執事がキミで編（2008年）

### 吹き替え
- レニングラード 900日大包囲戦（2010年、オルガ・ストゥローヴァ）